# Acetilholin
Acetilholin (pogosto okrajšano imenovan tudi ACh) je bil prvi identificirani živčni prenašalec. Je kemični transmitor osrednjega živčnega sistema kot tudi parasimpatičnega živčnega sistema v mnogih organizmih, vključno s človekom.

## Kemična sestava
- Kemična formula: CH3COOCH2CH2N+(CH3)3

- Polno sistematizirano ime: 2-(acetiloksi)-N,N,N-trimetiletanamin.

## Biološke funkcije
Acetilholin ima v telesu funkcijo prenosa signala med živčnimi celicami in mišičnim vlaknom na motorični ploščici. Kot živčni prenašalec deluje tudi pri prenosu signala med nevroni vegetativnega živčevja (tako simpatičnega kot parasimpatičnega živčevja). Pri parasimpatiku prenaša signal tudi iz končnega nevrona na tarčni organ (pri simpatiku ima to funkcijo noradrenalin). Kot živčni prenašalec se pojavlja tudi v osrednjem živčevju; pomemben je predvsem pri kognitivnih procesih. Pri Alzheimerjevi bolezni pride do propada celic v osrednjem živčevju, ki sintetizirajo acetilholin. Simptomi bolezni so posledica pomanjkanja acetilholina. Pri zdravljenju Alzheimerjeve bolezni je cilj povišati koncentracijo acetilholina v možganih; to dosegajo z dajanjem zdravil, ki delujejo kot inhibitorji acetilholin-esteraze. Acetilholin-esteraza je namreč encim, ki v sinapsah razgrajuje molekule acetilholina. Če encim inhibiramo, se koncentracija živčnega prenašalca v sinapsah poviša. Drug način zdravljenja je dajanje prekurzorjev acetilholina , torej učinkovin, ki predstavljajo predstopnjo v sintezi acetilholina.
Acetilholin je poleg γ-aminomaslene kisline in glicina najpogosteje zastopan živčni prenašalec v možganih. Raziskave kažejo, da ima acetilholin pomembno vlogo pri procesu učenja.
Acetilholin učinkuje na dvoje receptorje: na nikotinske in muskarinske receptorje. Nikotinski receptorji so dobili takšno ime, ker se odzivajo tudi na nikotin. Muskarinske receptorje stimulira muskarin, toksin iz gob. Obe vrsti receptorjev sta razdeljeni nadalje na podtipe.
Substance, ki delujejo na holinergične receptorje posredno, imenujemo indirektne holinergično aktivne snovi. Mednje sodijo inhibitorji acetilholin-esteraz. Le-ti lahko inhibirajo encim le za krajši čas (reverzibilni inhibitorji) ali pa je inhibicija nepovratna (ireverzibilni inhibitorji). Med ireverzibilne inhibitorje acetilholin-esteraz sodijo različni organski estri fosforne kisline, ki se uporabljajo kot insekticidi (npr. paration) in kot bojni plini (sarin, tabun ...).
Substance, ki preprečujejo vezavo acetilholina na receptor, se imenujejo antiholinergiki (holinergični zaviralci oziroma antagonisti). Med antiholinergiki je nekaj znanih alkaloidov, na primer atropin in skopolamin.

## Biosinteza in presnova
Acetilholin se v živčnih celicah sintetizira s pomočjo encima holin-acetiltransferaze iz acetil-CoA in holina. Iz citosola, kjer nastaja, prehaja s pomočjo antiporta vodikovih protonov v sinaptične mešičke, kjer se skladišči. V vsakem mešičku je okoli 1000 molekul acetilholina. Na eno sinapso obstaja okoli milijon sinaptičnih vezikul. 
Zaradi dražljaja, ki doseže sinaptični končič v obliki akcijskega potenciala, se odprejo Ca-kanalčki. Povišana znotrajcelična koncentracija kalcija povzroči zlivanje sinaptičnih mešičkov s celično membrano; acetilholin se sprosti v sinaptično režo in se veže na holinergične receptorje na postsinaptični celici. V sinaptični reži je prisoten encim acetilholin-esteraza, ki hitro zopet razgradi acetilholin v holin in acetat. Razgradnja acetilholina izniči njegov učinek na receptorje.
Holina celice same ne morejo sintetizirati, zato prehaja s pomočjo simporta z natrijem znova v presinaptični nevron. Druga sestavina, potrebna za biosintezo acetilholina, acetil-CoA, nastaja kot končni produkt glikolize v mitohondrijih. Acetil-CoA ne more prehajati zunanje mitohondrijske membrane, zato se pretvori v citratnem ciklusu z vezavo oksaloacetata v citrat. Citrat prehaja iz mitohondrijev v citosol in se tam s pomočjo citrat-liaze znova pretvori v acetil-CoA in oksaloacetat. Tako sta v citosolu na volju holin in acetil-CoA za biosintezo acetilholina.